# Ланфранк
Ланфранк (англ. Lanfranc; около 1010, Павия — 28 мая 1089, Кентербери) — архиепископ Кентерберийский (c 1070 года) и крупнейший религиозный деятель Англии XI века.

## Биография

### Происхождение и молодость
Ланфранк был по происхождению ломбардцем и родился в 1010-х годах в Павии. С юных лет Ланфранк был знаком с «ломбардским правом», так как его отец Ганбальд был правоведом и занимал приличную служебную должность в Павии. Позднее он переехал во Францию, где поступил учеником к Беренгару Турскому и впитал реформаторские идеи клюнийского движения середины XI века. Около 1039 года Ланфранк начал преподавать в церковной школе при соборе в нормандском городе Авранш, а в 1042 году стал одним из основателей аббатства Бек в юго-восточной Нормандии. Спустя три года он был избран приором этого монастыря. В школе при аббатстве обучались многие выдающиеся деятели католической церкви XI века, в том числе и будущий папа Александр II. Ланфранк вскоре получил широкую известность и завоевал значительный авторитет в вопросах богословия. На церковных синодах в Верчелли (1050 год), Туре (1054 год) и Риме (1059 год) он представлял ортодоксальное крыло священнослужителей и защищал традиционные представления о церковных догматах против сторонников реформистского подхода во главе со своим бывшим учителем Беренгаром Турским (в частности, в проблеме пресуществления). Возможно, именно доводы Ланфранка заставили Гильдебранда и других кардиналов осудить доктрину Беренгара.

### Сближение с Вильгельмом Завоевателем
В 1050-х годах Ланфранк стал одним из ближайших советников нормандского герцога Вильгельма и его главным помощником в вопросах церковной политики. Очевидно, именно Ланфранк посредничал на переговорах герцога и папы римского по вопросу действительности брака Вильгельма и Матильды Фландрской и благодаря своему влиянию в Риме добился признания папой законности этого брака. В 1063 году Ланфранк стал аббатом недавно основанного Вильгельмом монастыря Святого Стефана в Кане. Несмотря на то, что он получил несколько предложений от пап Николая II и Александра II о назначении на высокие должности в папской курии, а также на пост архиепископа Руанского, Ланфранк не согласился оставить монастырскую жизнь, ссылаясь на свою неготовность к управлению церковью.
В то же время, в вопросах церковной политики и характера взаимоотношения светской и церковной власти традиционализм Ланфранка как нельзя более отвечал религиозным представлениям герцога Вильгельма. Центральным моментом церковной политики герцога была его убеждённость в том, что забота об управлении церковью является обязанностью светского правителя. Благодаря своей активной деятельности по искоренению злоупотреблений в жизни и практике священнослужителей Нормандии и почтению, с которым Вильгельм относился к церкви, герцогу удалось сохранить прекрасные отношения с папой римским, одновременно установив контроль светской власти над назначениями епископов и аббатов и распоряжением церковным имуществом в своём государстве. Григорианская реформа, продвигаемая папами-реформаторами второй половины XI века, предусматривающая централизацию религиозных институтов всех европейских стран под властью папы, абсолютно не соответствовала представлениям Вильгельма о правах и обязанностях монарха. Главным союзником герцога в вопросе укрепления власти светского суверена над религиозной жизнью страны стал Ланфранк, которому также были чужды реформистские идеи григорианцев. Однако ещё более важной задачей, решение которой было поручено Ланфранку, стало преобразование английской церкви в соответствии с требованиями времени и идеями Вильгельма после того, как в результате нормандского завоевания 1066 года Вильгельм стал королём Англии.

### Архиепископ Кентерберийский
По всей видимости, ещё во время своей коронации Вильгельм Завоеватель планировал назначение Ланфранка архиепископом Кентерберийским. Однако некоторое время он был вынужден сотрудничать с англосаксонским архиепископом Стигандом, что обеспечивало признание Вильгельма англосаксами, составляющими подавляющее большинство духовенства Англии. Сам Ланфранк тоже, видимо, не стремился к тому, чтобы возглавить английскую церковь. Лишь смещение Стиганда в 1070 году и прямое давление со стороны папы римского привели к избранию 29 августа 1070 года Ланфранка архиепископом Кентерберийским. В следующем году он получил паллий от папы, означающий его рукоположение.
Ланфранку удалось добиться в 1072 году признания папой римским примата Кентербери над всей церковью Англии, включая и Йоркское архиепископство, от которого были отторгнуты спорные диоцезы Средней Англии. Происходит окончательное подчинение Йоркского архиепископства Кентерберийскому, и это становится свершившимся фактом.

### Преобразования английской церкви
Одновременно с подчинением Йорка Ланфранк начал осуществлять программу преобразований в английской церкви. На синоде в Винчестере в 1072 году были утверждены меры против священнослужителей, допускающих отклонения в своей жизни от библейских канонов, и заложены основы создания организованной системы церковного управления на уровне диоцезов путём учреждения должности архидьякона и других функциональных постов в епископальной администрации. На синоде 1075 года в Лондоне было подтверждено запрещение симонии, «бродяжничества» священнослужителей, а также было принято важное решение о переносе епископских кафедр из деревень в города. В результате к концу XI века англосаксонская традиция «деревенских» епископов была изжита.
Винчестерский синод 1076 года уже проходил в условиях развёртывания в Европе григорианской реформы, однако его постановления отличаются умеренностью и желанием следовать традициями, что отражало эгалитарный подход Ланфранка и короля Вильгельма к идеям реформирования католической церкви. Это особенно ярко проявилось в вопросе целибата: синод предписал, что брачные отношения несовместимы со священническим саном, однако сделал исключение для тех священнослужителей, которые к этому времени уже имели жён или находились в иных формах брака. Несмотря на эту уступку, в целом постановление о целибате имело огромное значение и затронуло все церковные учреждения страны. На Винчестерском синоде также были приняты решения о запрещении перемещения священников в другие приходы без согласия епископа, назначения приходскими священниками монахов, а кроме того, было установлено, что объём прав светского феодала в отношении приходской церкви и её священника должен определяться по состоянию на период правления короля Эдуарда.

### Возвращение кентерберийских земель
Одной из главных заслуг и несомненным достижением Ланфранка является возвращение ранее принадлежащих церкви, а впоследствии от неё отторгнутых, земельных наделов — так называемых «кентерберийских земель». Как известно, одним из последствий нормандского завоевания явилось масштабное изъятие церковных земель для раздачи нормандским рыцарям, которые отправились с Вильгельмом Завоевателем в Англию. Архиепископу Ланфранку удалось вернуть, прежде всего, в церковь Кентербери, все земли, которые нормандцы изъяли у церкви, наряду с другими земельными наделами, которые ещё до 1066 году были утеряны. Согласно Эдмеру, Ланфранк «обеспечил епископские кафедры связью с монашеским орденом, раздав земли и другие ресурсы, достаточные для поддержания жизнедеятельности монахов», а также способствовал их трансгрессии «от бедности к процветанию и от ничтожности к высокому положению». Более подробные сведения дает Гервасий в своей «Истории архиепископов Кентерберийских». Он отмечает, что Ланфранк «возвратил в Святую церковь Кентербери те, утерянные земли, что были отняты грабителями», а на «известном собрании английской знати и священнослужителей, которая произошла в Пенендене по инициативе короля, Ланфранк заявил в судебном порядке о конфискованных землях и вернул их, наряду с прочими вольностями и традициями». Именно в Пененден-Хит, о котором упоминает Гервасий, состоялась инициированная Ланфранком в 1070-е годы тяжба, «окончившаяся возвращением земельных владений кентских церквей, захваченных светскими магнатами».
Старания архиепископа Кентерберийского оказались тщетными, поскольку Вильгельм Рыжий «конфисковал земли и доходы церкви Кентербери… и оставил архиепископскую кафедру вакантной в течение четырех лет». Ральф Дицето среди прочих заслуг Ланфранка особо выделяет то, что он «вернул двадцать пять маноров церкви Кентербери».
Таким образом, свидетельства хронистов позволяют сделать следующий вывод: возврат утраченных земель святой церкви Кентербери — одна из первых и неотложных мер, которую предпринял Ланфранк после посвящения его в архиепископский сан.

### Политическая деятельность
Если в отношении внутренней организации церкви и религиозной жизни в Англии король полагался на Ланфранка, то в отношении внешней политики архиепископ строго следовал курсу, заданному Вильгельмом Завоевателем. Необходимость для короля в его поддержки папством отпала после завершения завоевания и смещения Стиганда. К григорианской реформе Вильгельм относился с подозрением и не желал никакого умаления королевских прерогатив в церковной сфере. Вильгельм даже запретил поездки английских епископов в Рим. Сам Ланфранк, несмотря на острую нужду папы в его поддержке, ни разу с 1072 года не посетил Вечный город. В конфликте Григория VII и императора Генриха IV король Вильгельм и Ланфранк сохраняли строгий нейтралитет.
Ланфранк активно участвовал в политической жизни внутри страны. В 1075 году он фактически исполнял обязанности вице-короля Англии в период поездки Вильгельма в Нормандию и сыграл существенную роль в подавлении «мятежа трёх графов», убедив Вальтеофа, одного из его лидеров, отказаться от выступления и сдаться на милость короля. В то же время Ланфранк укрепил Дарем и другие замки восточного побережья, опасаясь датского вторжения.
После смерти короля Вильгельма I в 1087 году Ланфранк обеспечил переход престола к его второму сыну Вильгельму II Руфусу, несмотря на недовольство значительной части англо-нормандской аристократии. Во многом благодаря поддержке, оказанной Ланфранком и английским духовенством Вильгельму II во время восстания баронов во главе с епископом Байё Одо, в 1088 году король смог подавить мятеж и укрепиться на престоле. Однако спустя год, 24 мая 1089 года архиепископ Ланфранк скончался.